# Joseph Arthur Leblanc
Pour les articles homonymes, voir Leblanc.
Joseph Arthur Leblanc est un avocat et un homme politique canadien.

## Biographie
Joseph Arthur Leblanc est né le 3 octobre 1879 à Memramcook, au Nouveau-Brunswick. Son père est Thomas LeBlanc et sa mère est Marie LeBlanc. Il étudie au Collège Saint-Joseph de Memramcook, où il obtient un baccalauréat en arts en 1900. Il épouse Annie MacInnes le 24 juin 1907 et le couple a cinq enfants.
Il est député de Restigouche à l'Assemblée législative du Nouveau-Brunswick de 1917 à 1920 en tant que libéral.